# Alexandr Karelin
Alexandr Alexandrovitch Karelin (em russo:  Александр Александрович Карелин; Novosibirsk, 19 de setembro de 1967) é um atleta, político e ex-lutador greco-romano olímpico da Federação Russa.
Apelidado de "Russian Bear", "Russian King Kong", "Alexandre o Grande" e "O Experimento", ele é considerado o maior lutador greco-romano de todos os tempos. Karelin ganhou medalhas de ouro nos Jogos Olímpicos de 1988, 1992 e 1996 sob uma bandeira diferente a cada vez (União Soviética, Equipe Unificada e Rússia, respectivamente), e uma medalha de prata nos Jogos Olímpicos de 2000, tendo esses resultados nas Olimpíadas superado apenas pelo cubano penta-campeão olímpico Mijaín López (2008, 2012, 2016, 2020 e 2024). Seu cartel na luta livre é de 887 vitórias e duas derrotas, ambas por um único ponto. Antes de sua luta de despedida contra Rulon Gardner, em setembro de 2000, ninguém havia conseguido marcar um único ponto contra ele nos seis anos anteriores. Karelin foi o porta-bandeira nacional em três Olimpíadas consecutivas: em 1988 para a União Soviética, em 1992 para a Equipe Unificada e em 1996 para a Rússia.
Sua derrota para o americano Rulon Gardner, em Sydney 2000, é considerada uma das maiores zebras da história, em qualquer esporte. Sua outra única derrota havia acontecido no campeonato soviético de 1987, contra Igor Rostorotsky.